# Сяобитань (станция метро)
«Сяобитань» (англ. Xiaobitan; кит. 小碧潭) — конечная станция ветки Сяобитань Тайбэйского метрополитена. Находится на территории района Синьдянь города Новый Тайбэй. Станция «Сяобитань» была открыта 29 сентября 2004 года. Следующая станция на ветке — «Цичжан».

## Техническая характеристика
«Сяобитань» — эстакадная станция. На станции есть всего один путь, по которому осуществляется челночное движение. На станции есть два выхода, оснащенных эскалаторами и лифтами. 14 сентября 2018 года на станции были установлены автоматические платформенные ворота.

## Путевое развитие
За станцией находится электродепо Синьдянь.